# Tabooboo
Tabooboo er en virksomhed, som sælger erotisk legetøj via internettet, homeparties og automater. Det sker uden brug af nøgenbilleder eller pornografisk materiale, som man vil distancere sig fra til fordel for en mere humoristisk tilgang til emnet. I en vis udstrækning er illustrationer erstattet med grafiske ikoner. 
Tabooboo, der er udviklet i London, åbnede en dansk hjemmeside i april 2007. Deres automater med erotisk legetøj er blandt de første af sin slags i verden.